# 小池新太郎
小池 新太郎（こいけ しんたろう、1893年11月10日 - 1949年7月2日）は、日本の政治家。衆議院議員（1期）。

## 経歴
兵庫県宍粟郡染河内村（現・宍粟市）生まれ。1923年5月、家督相続。兵庫県立農学校で学んだ後、普通文官試験に合格して、1930年まで税務署属であった。染河内村農業会長、同森林組合長、同農地委員会長、宍粟郡畜産組合長（1939年3月22日から）、同家畜保険組合長、同輓馬組合長、兵庫県農業会宍粟支部長、中国食品工業(株)取締役社長、日東工業(株)取締役となる。
1936年2月11日から1940年2月9日までと、同月11日から1946年3月5日まで第17・18代染河内村長を務めた。
1946年の第22回衆議院議員総選挙で兵庫県第2区（大選挙区制）から日本進歩党公認で立候補して定数7人中5位で当選、1期務める。日本進歩党では党常議員、党常任幹事を務めた。翌1947年の第23回衆議院議員総選挙には出馬しなかった。1949年死去。宗教は真言宗。